# Huenecura
Huenecura o Huenencura fue el gran toqui o jefe militar mapuche desde 1604 hasta 1610. 

## Biografía
Reemplazó al toqui Paillamachu cuando este murió en 1603. Enfrentó el estancamiento de la frontera en el río Biobío por parte de los españoles tras el Desastre de Curalaba. Durante su mandato los mapuches no volverán a amenazar al Reino de Chile pero se instaurarán pequeños ataques y operaciones de saqueo llamadas malones, más por razones económicas que de guerra a muerte sobre las propiedades de los españoles al norte del Bío Bío. Buscará la paz con los españoles a causa del cansancio por la larga guerra. Será reemplazado por Aillavilu II en 1610.